# Succisa
Succisa é um gênero botânico pertencente a família das Dipsacaceae. A espécie mais importante deste gênero é a Succisa pratensis.

## Espécies
O gênero é formado por aproximadamente 80 espécies:
- Succisa alpina
- Succisa altissima
- Succisa ambrosioides
- Succisa amplexicaulis
- Succisa angustula
- Succisa arvensis
- Succisa attenuata
- Succisa atropurpurea
- Succisa aurigerana
- Succisa australis
- Succisa beugesiaca
- Succisa bidentata
- Succisa bipinnata
- Succisa brevis
- Succisa cagiriensis
- Succisa carvaleana
- Succisa centauroides
- Succisa ciliata
- Succisa columbaria
- Succisa corniculata
- Succisa cretacea
- Succisa cuspidata
- Succisa decurrens
- Succisa dentata
- Succisa dichotoma
- Succisa diversifolia
- Succisa elliptica
- Succisa fuchsii
- Succisa fuscescens
- Succisa fussiana
- Succisa gigantea
- Succisa glabrata
- Succisa gracilescens
- Succisa graminifolia
- Succisa humilis
- Succisa incisa
- Succisa inflexa
- Succisa integrifolia
- Succisa joppica
- Succisa lacerifolia
- Succisa lancifolia
- Succisa laetevirens
- Succisa laevigata
- Succisa leucantha
- Succisa limonifolia
- Succisa macrocalycina
- Succisa microcephala
- Succisa palustris
- Succisa parvula
- Succisa pentaphylla
- Succisa petteri
- Succisa pinnatifida
- Succisa platyphylla
- Succisa praemorsa
- Succisa pratensis
- Succisa prativaga
- Succisa procera
- Succisa propera
- Succisa pyrenaica
- Succisa radiata
- Succisa rhodanensis
- Succisa rigida
- Succisa sabauda
- Succisa scabra
- Succisa stellata
- Succisa stricta
- Succisa subacaulis
- Succisa succisa
- Succisa sylvatica
- Succisa syriaca
- Succisa tardans
- Succisa tatarica
- Succisa transylvanica
- Succisa trichotocephala
- Succisa trifida
- Succisa uralensis
- Succisa ustulata
- Succisa viretorum
- Succisa vogesiaca
- Succisa vulgaris